# Picchio dal Pozzo (album)
| Recensione | Giudizio       |
| ---------- | -------------- |
| Ondarock   | Pietra miliare |

Picchio dal Pozzo fu l'album di debutto del gruppo progressive italiano omonimo.

## Descrizione
Picchio dal Pozzo fu pubblicato su vinile nel 1976 dalla Grog, un'etichetta discografica ligure fondata da Aldo De Scalzi, leader del gruppo. Si tratta di un'opera a sé stante nel panorama del progressive italiano, che si avvicina per certi versi allo stile dei gruppi della cosiddetta scena di Canterbury come Soft Machine e Gong. Predominano le tastiere e i fiati, che accompagnano un cantato caratterizzato dal surrealismo dei testi e da effetti vocali insoliti.

## Lista delle tracce
Lato A ("Hay Fay")

1. Merta

2. Cocomelastico

3. Seppia

3a. Sottotitolo

3b. Frescofresco

3c. Rusf

4. Bofonchia
Lato B ("Fay Hay")

5. Napier

6. La floricultura di Tschincinnata

7. La bolla

8. Off

## Edizioni e ristampe
1. Grog (GRL 03), LP, 1976
2. Vinyl Magic (VM 067), CD, 2001
3. King (K22P183, solo Giappone), CD
4. Si-Wan Records (SRML 2005, solo Corea del Sud), CD
5. Goodfellas (GF PDP1CD / GF PDP1LP), CD/LP, 2001
  - La versione CD contiene un brano inedito dal vivo, registrato nel 1979[1].

## Formazione
- Andrea Beccari - basso, corno, percussioni, voce
- Aldo De Scalzi - tastiere, percussioni, voce
- Paolo Griguolo - chitarra, percussioni, voce
- Giorgio Karaghiosoff - fiati, percussioni, voce

### Altri musicisti
La numerazione si riferisce all'elenco delle tracce riportato sotto
- Fabio Canini - batteria (5, 6), percussioni (3a, 5, 7)
- Renzo "Pucci" Cochis - piatti (6)
- Vittorio De Scalzi - flauto (3b, 8)
- Leonardo Lagorio - sax contralto (5, 7)
- Gerry Manarolo - chitarra elettrica (7)
- Carlo Pascucci - batteria (2, 3)
- Ciro Perrino - teste di morto e sillomarimba (3)